# Kinue Hitomi
Kinue Hitomi (Japón, 1 de enero de 1907-2 de agosto de 1931) fue una atleta japonesa, especialista en la prueba de 800 m en la que llegó a ser subcampeona olímpica en 1928 y Plusmarquista mundial durante unos doce años, repartidos en dos periodos (el primero del 28 de agosto de 1926 al 1 de agosto de 1927, y el segundo desde el 20 de mayo de 1928 al 30 de julio de 1939).

## Carrera deportiva
En los JJ. OO. de Ámsterdam 1928 ganó la medalla de plata en los 800 metros, corriéndolos en un tiempo de 2:17.6 segundos, llegando a meta tras la alemana Lina Radke-Batschauer que batió el récord del mundo con 2:16.8 s, y por delante de la sueca Inga Gentzel (bronce).